# موزه ملی کره
موزه ملی کره با ۲۲۰ هزار اثر در شهر سئول، کره جنوبی از سال ۱۹۴۵ میلادی شروع به کار کرد. این مجموعه پرچم‌دار معرفی و بسط تاریخ و هنر کره است و در زمینه مطالعات و تحقیقات فعال در مورد باستانشناسی، تاریخ، هنر و برگزاری کلاس‌ها و نمایشگاه‌های موقت فعالیت دارد.
طی مجموعه پروژه‌های عمرانی در اکتبر ۲۰۰۵ موزه در ساختمان جدید واقع در باغ فامیلی یونگسان با ۱۳ هزار اثر که برای اولین بار نمایش داده شده‌اند بازگشایی شد و همچنین ساختمان قدیمی موزه در مقابل زلزله ۶ ریشتری مقاوم‌سازی شد.

## بخش‌ها
این موزه دارای بخش‌های: نمایشگاه‌های موقت، امکانات آموزشی، موزه کودکان، نمایشگاه روباز به وسعت زیاد، رستوران، کافی‌تریا، فروشگاه و موارد دیگر می‌باشد.